# Celsius Network
Celsius Network LLC était une société spécialisée dans la cryptomonnaie. Basée à Hoboken, dans le New Jersey, Celsius possédait des bureaux dans quatre pays et opérait à l'échelle mondiale. Les utilisateurs pouvaient déposer une gamme de cryptomonnaies, notamment du Bitcoin et de l'Ethereum, dans un portefeuille numérique Celsius afin gagner un pourcentage de rendement, et contracter des emprunts en utilisant leurs cryptomonnaies comme garantie. En mai 2022, l'entreprise avait prêté 8 milliards de dollars à ses clients et disposait de près de 12 milliards d'actifs sous gestion.
En juin 2022, la société s’est fait connaître en suspendant indéfiniment tous les transferts et retraits en raison de « conditions de marché extrêmes », entraînant de fortes baisses du prix du Bitcoin et d’autres crypto-monnaies,.Le 13 juillet 2022, Celsius a déposé son bilan selon le chapitre 11 de la loi américaine sur les faillites. La société a annoncé le 31 janvier 2024 qu'elle était sortie de la faillite dans le cadre d'un plan de restructuration impliquant la cession des actifs, y compris une société spécialisée dans le minage de Bitcoins nouvellement créée, à ses créanciers. Celsius a l'intention de mettre un terme à ses propres activités dans le cadre de sa sortie de faillite. Elle a fermé ses applications mobiles et Web le 29 février 2024.

## Modèle économique
L'entreprise facilitait les prêts et les emprunts à ses utilisateurs,. Les déposants recevaient des intérêts en y déposant des crypto-monnaies éligibles avec un taux d'intérêt dépendant de la crypto-monnaie déposée (par exemple, jusqu'à 6,2 % d'intérêt sur le Bitcoin ). La société payait les intérêts en crypto-monnaies, y compris avec son propre jeton intitulé CEL. Les emprunteurs payaient entre zéro et 8,95 % sur les prêts garantis par Bitcoin, en fonction du rapport prêt/valeur. Une partie de l’argent utilisé par Celsius pour financer les prêts provenait de fonds spéculatifs qui recherchaient des rendements supérieurs à ceux payés par les banques.
Celsius générait des revenus grâce à la vente de jetons, aux prêts, au minage de Bitcoins et au trading discrétionnaire de crypto-monnaies. Celsius affirmait que jusqu'à 80 % de ses revenus étaient restitués à sa communauté d'utilisateurs sous forme de paiements d'intérêts sur les dépôts effectués via sa plateforme,. L'entreprise ne facturait aucuns frais à ses utilisateurs.
Le 7 juillet 2022, l'ancien gestionnaire d'investissement Jason Stone a poursuivi Celsius en justice, alléguant que l'entreprise dirigeait une système de Ponzi. Arkham Intelligence, une entreprise spécialisée dans l’analyse des blockchains et crypto-monnaies, a estimé une perte de 350 millions de dollars en raison d'un protocole de trading inapproprié, information incluse dans le procès intenté par Stone contre Celsius. Le 23 août, Celsius a poursuivi Stone, alléguant qu'il avait perdu ou volé des dizaines de millions de dollars en crypto-monnaie. Le rapport de l'examinateur indépendant déposé le 31 janvier 2023, dans le cadre du dépôt de bilan, indique qu'une source interne à Celsius a décrit certains aspects du modèle commercial comme « très semblables à ceux de Ponzi ». Dans une note interne, Dean Tappen, spécialiste du déploiement des monnaies, a déclaré « que son titre chez Celsius devrait être « Consultant Ponzi ».»

## Histoire
Celsius a été fondée en 2017 par Alex Mashinsky, Daniel Leon et Nuke Goldstein,.

### Croissance
En mars 2018, Celsius a récolté 50 millions de dollars dans son initial coin offering (ICO) de la crypto-monnaie CEL,. En avril 2018, la crypto-monnaie CEL commence à être négociée sur des échanges de crypto-monnaies. Avant l'ICO, Celsius a inscrit sa monnaie comme titre. En juin 2018, Celsius lance son application mobile. En 2019, Celsius lève 24 millions de dollars en fonds propres, menant l’entreprise à une valorisation de 140 millions de dollars.
Celsius était un acheteur majeur de son propre jeton, achetant les intérêts CEL qu'il devait aux clients sur le marché libre. La société Arkham Intelligence a estimé que Celsius avait dépensé 350 millions de dollars en achats depuis juillet 2019.
En août 2020, Celsius récolte 20 millions de dollars via un financement participatif en fonds propres pour soutenir ses activités. À l’automne 2020, le prix de la monnaie de Celsius grimpe de plus de 230 % en moins d’un mois.
En octobre 2020, la société signale que son PDG, Alex Mashinsky, a vendu pour 500 000 $ de jetons CEL en une seule transaction. En décembre 2021, Mashinsky a tweeté : « Tous les fondateurs de @CelsiusNetwork ont acheté du #CEL et ne sont pas des vendeurs du jeton. » Sur la base de données publiques, Arkham Intelligence estime que Mashinsky a vendu pour 44 millions de dollars de CEL via des plateformes d’échange de cryptomonnaies.
En novembre 2020, Celsius annonce son intention d'ouvrir un bureau en Australie et d'agrandir son bureau en Israël.
En décembre 2020, Celsius gère 3,31 milliards de dollars d’actifs. En janvier 2021, Celsius a plus de 4,5 milliards de dollars d’actifs.
En octobre 2021, Celsius recolte 400 millions de dollars de nouveaux capitaux propres provenant d'investisseurs,. Le financement a été mené par WestCap, le fonds dirigé par Laurence Tosi, ancienne cadre d’Airbnb, et la CDPQ, le deuxième plus grand fonds de pension au Canada. Le financement valorise Celsius à 3 milliards de dollars,. À cette époque, le bureau de Celsius en Israël employait 100 personnes.
En novembre 2021, Celsius acquiert la société israélienne de cybersécurité GK8 pour 115 millions de dollars,.

### Controverses et contrôle réglementaire
Le 16 avril 2021, Celsius confirme qu'une faille de sécurité s'était produite dans ses systèmes ; un serveur tiers contenant des données clients a été compromis, ce qui a entraîné la fuite d'une partie de la liste des clients de l'entreprise et l'envoi d'un e-mail de hameçonnage aux clients de Celsius.
En septembre 2021, les autorités d'un certain nombre d'États américains ont déclaré que les comptes de crypto-monnaie rémunérés par Celsius constituaient une offre de titres non enregistrée,. Le procureur général du New Jersey a ordonné à Celsius de cesser d'émettre des produits de crypto-monnaie portant intérêt via une mise en demeure. Les régulateurs de l’État du Texas ont déposé un avis demandant une audience en février 2022 pour déterminer s’il fallait prendre des mesures similaires. L'organisme de réglementation des valeurs mobilières du Kentucky a demandé à Celsius de cesser d'offrir ses comptes payant des intérêts dans l'État. Le PDG de Celsius, Alex Mashinsky, s'est dit « très confiant » dans le fait qu'aucun des produits de Celsius aux États-Unis n'était un titre. Celsius declare qu'elle travaillait avec les États américains afin de clarifier ses opérations commerciales.
Le 18 octobre 2021, Celsius a reçu une demande d'informations supplémentaires de la procureure générale de New York, Letitia James. Plus tôt ce mois-là, Celsius avait 400 millions de dollars de nouveaux financements en fonds propres provenant d'investisseurs.
Le 26 novembre 2021, Celsius a annoncé que l'un de ses cadres supérieurs faisait l'objet d'une enquête de la police israélienne liée à des activités professionnelles antérieures ; l'employé a ensuite été suspendu.

### Déclin
Celsius utilisait le dépositaire de crypto-monnaie Prime Trust pour stocker certains actifs de ses clients depuis mars 2020. Cette relation a pris fin en juin 2021, lorsque l'équipe de gestion des risques de Prime Trust a exprimé ses inquiétudes quant à la stratégie de Celsius consistant à « réhypothéquer sans cesse des actifs […] en prêtant les mêmes actifs encore et encore pour obtenir des rendements juteux ». Le fondateur de Prime Trust, Scott Purcell, a suggéré qu'une nouvelle hypothèque « serait vouée à l'échec, car tout mouvement brusque du marché dans un sens ou dans l'autre serait catastrophique pour un modèle économique aussi ridiculement fondé sur l’effet de levier ». Celsius a poursuivi Prime Trust en août 2022, accusant le dépositaire d'avoir conservé 17 millions de dollars d'actifs après la fin de la relation.
CNBC décrit Celsius comme « l’un des plus grands acteurs dans le domaine des prêts de crypto-monnaies » au deuxième trimestre de 2022. La société avait émis des prêts totalisant plus de 8 milliards de dollars et, en mai, elle gérait près de 12 milliards de dollars d'actifs. En juin 2022, Celsius a déclaré avoir 1,7 million de clients et offrir des rendements pouvant atteindre 17 % par an.
Le 7 juin, dans un article de blog intitulé « Damn the Torpedoes, Full Speed Ahead », Celsius a évoqué les rumeurs selon lesquelles l'entreprise aurait perdu les fonds de ses clients en réalisant de mauvais investissements et qu'elle serait confrontée à une crise de liquidité. La société a rejeté ces rumeurs comme étant les actions d'« acteurs vocaux […] diffusant de la désinformation ». Le billet de blog a nié les affirmations selon lesquelles Celsius aurait subi des pertes importantes à la suite de l'effondrement de la cryptomonnaie Luna le mois précédent,.
Le 10 juin, lors de sa session hebdomadaire « Ask Mashinsky Anything » sur YouTube, le PDG nie que Celsius ait des problèmes avec l'accès des clients à leurs fonds et a suggéré que ses détracteurs étaient payés par des concurrents. Mashinsky a déclaré lors de la diffusion en direct : « Celsius dispose de milliards de liquidités, n'est-ce pas, et nous fournissons un accès immédiat à tout le monde »,. À cette époque, Mashinsky interrogeait des commentateurs sceptiques sur Twitter, les accusant de répandre la peur, l'incertitude et le doute à propos de Celsius.
Le 13 juin, la société a suspendu tous les retraits de clients « afin de stabiliser ses liquidités et ses opérations », invoquant des « conditions de marché extrêmes »,. Après cette annonce, les prix du Bitcoin et de l’Ethereum ont diminué respectivement de 12 % et 14 % par rapport à la veille. La crytpo-monnaie CEL de Celsius, qui s'échangeait à près de 7 dollars un an auparavant, a baissé d'un tiers après l'annonce de la pause de retrait, tombant à 0,21 dollar. La valeur marchande totale de toutes les crypto-monnaies est tombée à 983 milliards de dollars, marquant la première fois depuis janvier 2021 que le marché des crypto-monnaies valait collectivement moins de 1 000 milliards de dollars. La nouvelle a également provoqué une baisse de 10 % du cours de l'action de Celsius Holdings, une société de boissons indépendante, le 13 juin, en raison de la confusion des investisseurs entre les noms des deux sociétés. Les actions de la société de boissons ont augmenté d'environ 5 % le lendemain.
Rod Bolger, qui a rejoint Celsius en tant que directeur financier en janvier 2022, a démissionné le 30 juin. Celsius a nommé Chris Ferraro, responsable de la planification financière, de l'analyse et des relations avec les investisseurs, pour succéder à Bolger. Celsius Network a licencié 150 employés, soit un quart de ses effectifs, début juillet.

### Faillite
Le 13 juillet 2022, un mois après avoir suspendu les retraits, Celsius depose son bilan selon le chapitre 11 de la loi américaine sur les faillites. Une déclaration déposée le lendemain fait état d'un déficit de 1,2 milliard de dollars dans le bilan de l'entreprise. Mashinsky a déclaré que l'entreprise avait « pris ce qui, avec le recul, s'est avéré être de mauvaises décisions en matière de déploiement d'actifs ». Selon le dépôt de bilan, la société disposait de 167 millions de dollars de liquidités, ce qui, selon elle, fournirait « des liquidités suffisantes » pour soutenir ses opérations pendant sa faillite. Sur les 5,5 milliards de dollars de passif total de Celsius au moment de son dépôt de bilan, la société devait 4,7 milliards de dollars à ses utilisateurs, qui étaient répertoriés comme créanciers chirographaires. Le choix de Celsius de déclarer faillite selon le chapitre 11 donnerait la priorité aux remboursements aux créanciers garantis, puis aux créanciers chirographaires et enfin aux actionnaires.
Mashinsky a démissionné de son poste de PDG de Celsius le 27 septembre 2022. Chris Ferraro, l'ancien directeur financier de Celsius, a été nommé pour le remplacer au poste de PDG par intérim.
Après que Celsius a déposé son bilan en juillet 2022, Molly White, une autrice sceptique des cryptomonnaies, a tweeté une liste d'extraits de lettres de clients adressées au juge du tribunal des faillites. Parmi les articles figuraient des inquiétudes sur la manière dont Celsius avait gelé ses fonds et des déclarations sur l'impact négatif de l'entreprise sur la vie des clients. Sur son site web, la société a déclaré qu'elle avait l'intention d'offrir deux options aux clients, "[…] soit récupérer une partie de l'argent, soit rester 'long' en crypto".
Le 28 septembre 2022, le tribunal a ordonné à Celsius de publier des listes de clients avec des détails financiers pour garantir la transparence. Celsius avait fait valoir que la liste de clients avait une valeur de revente et devait donc rester secrète. Le site web CelsiusNetworth a été créé sur la base de documents judiciaires versés au dossier public. Selon CelsiusNetworth, les trois principaux noms ont perdu respectivement 40,5 millions de dollars, 38,2 millions de dollars et 26,4 millions de dollars. Celsius doit environ 4,7 milliards de dollars à ses utilisateurs, mais n'a pas les fonds nécessaires pour les payer.
Le 2 décembre 2022, Celsius a annoncé la vente de GK8, une plateforme de conservation d'actifs numériques, à la société Galaxy Digital Holdings, fondée par Michael Novogratz. Selon un avocat représentant les créanciers de Celsius, le produit de la vente devrait servir à financer les frais juridiques de Celsius et ses anciens clients.
Le 7 décembre 2022, un juge américain des faillites a ordonné à Celsius de restituer 50 millions de dollars en cryptomonnaies aux utilisateurs de ses comptes de dépôt. En janvier 2023, le même juge a jugé qu'environ 600 000 clients avaient déposé de la cryptomonnaie qui, selon les conditions d'utilisation de l'entreprise, appartenait à Celsius, faisant des déposants des créanciers chirographaires.
Le 13 juillet 2023, la Federal Trade Commission a annoncé un règlement interdisant à Celsius Network de gérer les actifs des consommateurs. Ses fondateurs, Alex Mashinsky, Daniel Leon et Nuke Goldstein, font face à des poursuites judiciaires fédérales. Celsius a accepté de payer 4,7 milliards de dollars, l'un des montants de règlement les plus importants de l'histoire de la FTC. Parallèlement, la SEC a annoncé ses propres poursuites contre Celsius et Mashinsky.

### Restructuration
Lors d'une audience au tribunal le 15 février 2023, Celsius a déclaré avoir choisi NovaWulf Digital Management pour lui fournir des conseils pour sortir de la faillite. L'accord était soumis à l'approbation d'un juge des faillites et des créanciers de Celsius. Certains créanciers de Celsius se sont opposés aux termes de l'accord avec NovaWulf, selon lesquels, par exemple, les créanciers devraient accepter une décote sur les actifs qu'ils avaient déposés. Le comité des créanciers chirographaires (UCC), un groupe reconnu de créanciers de Celsius, a convenu que Celsius devrait poursuivre l'accord avec NovaWulf. Selon un dépôt de bilan déposé le 22 avril 2023, deux nouveaux groupes seront en concurrence avec NovaWulf pour reprendre les actifs de Celsius : Fahrenheit, soutenu par Michael Arrington, l'ancien PDG d'Algorand Steven Kokinos, le banquier d'affaires Ravi Kaza, et l'US Data Mining Group and Proof Group ; et le Blockchain Recovery Investment Committee, soutenu par le Gemini Trust des jumeaux Winklevoss, le gestionnaire de fonds VanEck, Abra et Global X Digital. Arrington avait tweeté que Coinbase faisait partie de la coalition Fahrenheit, mais avait ensuite supprimé ce tweet.
Le 9 novembre 2023, Celsius a reçu l'approbation du tribunal américain des faillites pour un plan de restructuration qui rendra les cryptomonnaies aux clients et créera une nouvelle société de minage de Bitcoin détenue par les créanciers de Celsius,. La société a annoncé le 31 janvier 2024 qu’elle était sortie de la protection contre les faillites et qu’elle avait commencé à distribuer à ses créanciers plus de 3 milliards de dollars de crypto-monnaies et de monnaie fiduciaire. Celsius a également annoncé que ses créanciers détiendraient Ionic Digital, une nouvelle société de minage de bitcoins que Celsius prévoit de négocier publiquement en bourse. Les opérations minières d'Ionic seront gérées par Hut 8 Corp., une société de minage existante, dans le cadre d'un accord de gestion de quatre ans. Matt Prusak, directeur commercial de Hut 8, est le PDG d'Ionic Digital.
Celsius, dans le cadre de sa sortie de faillite, mettra fin à ses activités. Ses applications mobiles et web ont été fermées le 29 février 2024.

## Réaction à l'effondrement
Le dépôt de bilan de Celsius a attribué son déficit de 1,2 milliard de dollars à une version moderne d'une panique bancaire, dans laquelle les déposants, soucieux de la sécurité de leurs fonds, tentent de retirer leurs fonds en grand nombre. Un critique de Celsius a déclaré à CBS News : « C'était encore une autre panique bancaire. Vous ne réinventez rien ici. Ils faisaient la promotion de leurs services comme d'un meilleur compte d'épargne, mais en fin de compte, vous n'êtes qu'un autre prêteur non garanti. »
L’arrêt soudain des retraits de clients et la faillite qui a suivi ont conduit certains commentateurs à souligner le manque d’ assurance des dépôts dans le secteur des cryptomonnaies. Les conditions d'utilisation de Celsius ont permis à l'entreprise d'interrompre les échanges commerciaux pour ses utilisateurs. Sans assurance des dépôts, aucune entité n'est obligée d'indemniser les utilisateurs de Celsius ou de leur accorder une priorité plus élevée que ses investisseurs en cas de liquidation de l'entreprise. Les régulateurs des valeurs mobilières de cinq États américains ont annoncé des enquêtes sur le gel des retraits de Celsius dans les trois jours suivant l'annonce de la société. Des entités fédérales telles que la Federal Deposit Insurance Corporation (FDIC) avaient envisagé d'étendre l'assurance-dépôts aux investisseurs de stablecoin, mais aucune protection de la FDIC pour les investisseurs en crypto n'existait au moment du gel des retraits de Celsius.
L'effondrement de Celsius illustre ce qu'un commentateur a appelé un « problème omniprésent dans l'industrie de la crypto, où les services financiers qui prétendent être décentralisés […] sont en réalité des entités centralisées, avec le pouvoir de contrôler le flux des actifs cryptographiques ». Les faillites d'institutions financières centralisées de cryptomonnaies comme Celsius ont conduit certains investisseurs à perdre confiance dans le stockage centralisé et à déplacer leurs fonds vers des portefeuilles matériels de crypto-monnaie.